# Арнобије
Арнобије Старији, Арнобије Африканац је ранохришћански теолог и апологета 4. века, аутор дела „Против пагана“, учитељ Лактанција. Почетком 4. века био је учитељ елоквенције у Сики (Ел-Кеф) у Нумидији и зато су га често називали Арнобије Африканац или Арнобије из Сике.

## Биографија
Арнобије је, у младости, био ватрени противник хришћана, али је потом променио своја веровања и прихватио хришћанство око 300. године нове ере. Јероним Стридонски, желећи да изрази своју хришћанску веру епископу који је требало да га крсти, написао је седам томова под насловом „Адверсус натионес“, где побија оптужбе пагана против хришћанства, али истовремено меша Платонско-гностичке идеје у хришћанство. Његова књига садржи доста материјала за проучавање римског паганизма.
Описујући свој живот у незнабоштву, Арнобије, признаје како се је он једном камену, који је стојао крај пута, обраћао с молбом и похвалним ријечима. Све ово били су, очигледно, остатци из епохе фетишизма, којима су се старали дати политеистички смисао. 
Према Јеронимовој Хроници, Арнобије је, пре но што се преобратио на хришћанство (око 295), био истакнути ретор у нумидском граду Сика Венериа (данас Ел Кеф у Тунису), који је у то доба био један од главних. хришћанских средишта у проконзуларној провинцији Африци, а  хришћанство је прихватио захваљујући једном сну који је уснуо. Како сам Арнобије у свом спису о сновиђењима пише критички, могуће је да је Јероним пројектовао своје властито поштовање које је гајио према ономе што се људима указује у сновима. Према Јерониму, да би превазишао сумње локалног епископа у искреност Арнобијевог преобраћења, овај је око 303. године написао апологетско дело у седам књига, које Јероним назива Адверсус гентес, но које се у једином рукопису у којем је сачувано (из 9. века) зове Адверсус натионс. Ови подаци код Јеронима, његова напомена да је Лактанције био Арнобијев ученик, и Арнобијев сачувани спис све је што се данас о њему зна.

### Против пагана
Дело Против пагана Арнобије је написао у светлу Диоклецијанове политике прогона хришћана и у њему настојао побити аргументе пагана о томе зашто је тај прогон оправдан. Арнобије напада оне који су тврдили, као и каснији противници Августинови, да свет срља у пропаст откад су се у њему појавили хришћани те да је Исус Христ био смртни маг, ништа бољи од Аполонија из Тијане или Зороастера.
Арнобије се показује као жесток и борбен апологета и вешт ретор, који ниже реторске украсе, питања и градације, те по стилу наликује Тертулијану. Више се позива на платонски него на хришћански наук и притом, осуђујући паганска веровања и култове, доноси обиље важних података о старој римској религији. Христа пореди с античким филозофима, нпр. Сократом и Питагором, а кад га хвали, угледа се на Лукрецијеву похвалу Епикура. Потоњи хришћански писци Арнобија или уопште не спомињу или га чак осуђују.
Дело Против пагана сачувано је у једном једином париском рукопису, насталом у 9. веку, те једној рђавој белгијској копији тог рукописа. У париском се рукопису налази се и Октавије Муниције Феликса.
Арнобије Старији је преминуо око 327. године.